# Mazda MX-5

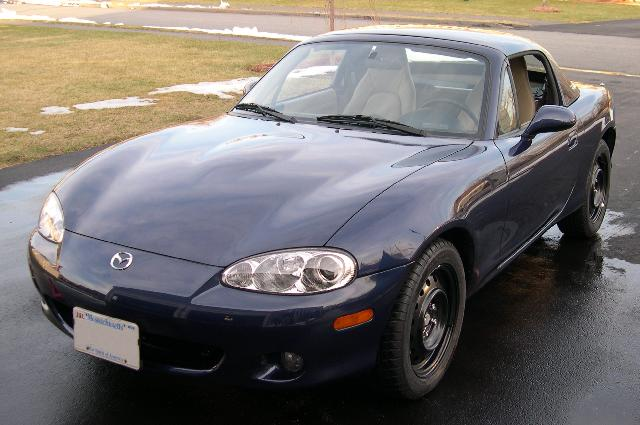
Mazda MX-5 NB.

Mazda MX-5 är en tvåsitsig sportbil från japanska Mazda. Modellen heter på den nordamerikanska marknaden Miata, vilket är en beteckning som också används av entusiaster över hela världen, inte minst i Sverige. De tidigare bilarna såldes i Japan med namnet Eunos Roadster.
Bilmodellen är bakhjulsdriven och har vinyl- eller mohairsuflett med avtagbar hardtop som tillval. Senare modeller med fällbart plasttak.
Modellen är världens mest sålda sportbil med över 1 500 000 bilar tillverkade. MX-5 utsågs till World Design Car of the Year 2016 och World Car of the Year 2016.

## Modellversioner

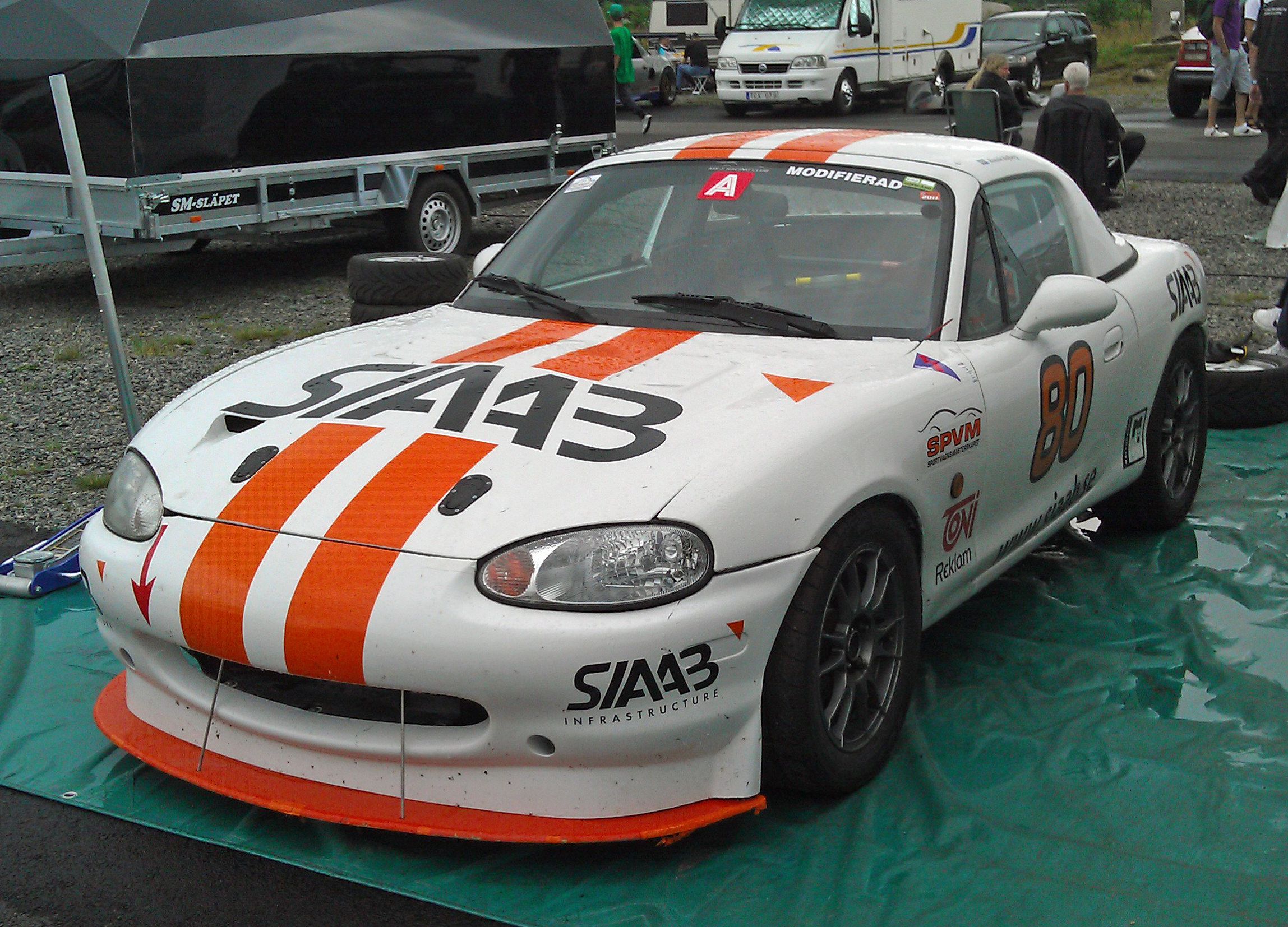
En tävlingsversion av Mazda MX-5 på Falkenbergs Motorbana 2011.

### NA
Första generationen MX-5 presenterades i Chicago, USA år 1989, med försäljningsstart 1990. Första modellen som kallas "NA" har tydliga influenser från klassiska tvåsitsiga roadsters från 1960-70 talen som Honda S800, MGB, Triumph Spitfire och Lotus Elan. Från Lotus Elan lånade Mazdas amerikanska designteam en stor del utseendet med bland annat de typiska pop-up strålkastarna. Detta gav bilen ett lite svalt mottagande i England i början, men i resten av världen blev MX-5 en succé. 
Bilen visade på en efterfrågan av små, relativt billiga och körglada bilar utan betungande praktiska hänsyn såsom baksäte eller stort bagageutrymme. Efterföljare blev bl.a. MG F, BMW Z3 och Honda S2000. 
Motorn var från början en 1596cc 16-ventils längsmonterad motor med femväxlad låda och 116 hästkrafter.
1994 kom en ny motor på 1795cc och med en ökad effekt till 131 hästkrafter. 
Denna effektökning ger dock egentligen inte en rappare bil då den ökade effekten försvann i en mer effektiv rening av avgaserna och bättre styrning av insprutningen samt ökad vikt på grund av förstärkningar av chassiet. 1795 versionen är dock starkare och har bättre väghållning än 1596:an, men i tävlingssammanhang står sig 1596:an bra tack vare sin låga tjänstevikt - 1.070 kg. 
Det fanns även runt 1995/96 en modell med 66 kW/90 hk, i allmänhet ursprungligen sålda i Tyskland, dock tämligen vanlig som importerad på grund av det låga priset i det gamla hemlandet. Denna variant är en trevlig utflyktsbil, men skall av prestandahungriga inte förväxlas med den ursprungliga 1596-varianten på 116 hk.

### NB
Versionen "NB" tillverkades 1998-2005. 
Produktutvecklingen innebar främst en ny design med fasta framlyktor och en mer kurvig linjeföring med Dodge Viper som inspiration. Under karossen är det endast detaljer som skiljer denna från "NA". 
Denna version ändrades sedan återigen i detaljerna 2001 och fick en delvis annan nos, denna kallas ofta "Facelift".
Version "NB" var mer praktisk i halvljuslandet Sverige men den var samtidigt mer anonym i formgivningen än "NA" och kritiker hävdade att bilen utstrålade aggression och motorkraft som den egentligen inte kunde svara upp till. 
"NB" fanns även som en "jubileumsmodell" upp med speciell utrustning och sexväxlad låda och ökad effekt till 147 hästkrafter.

### NC

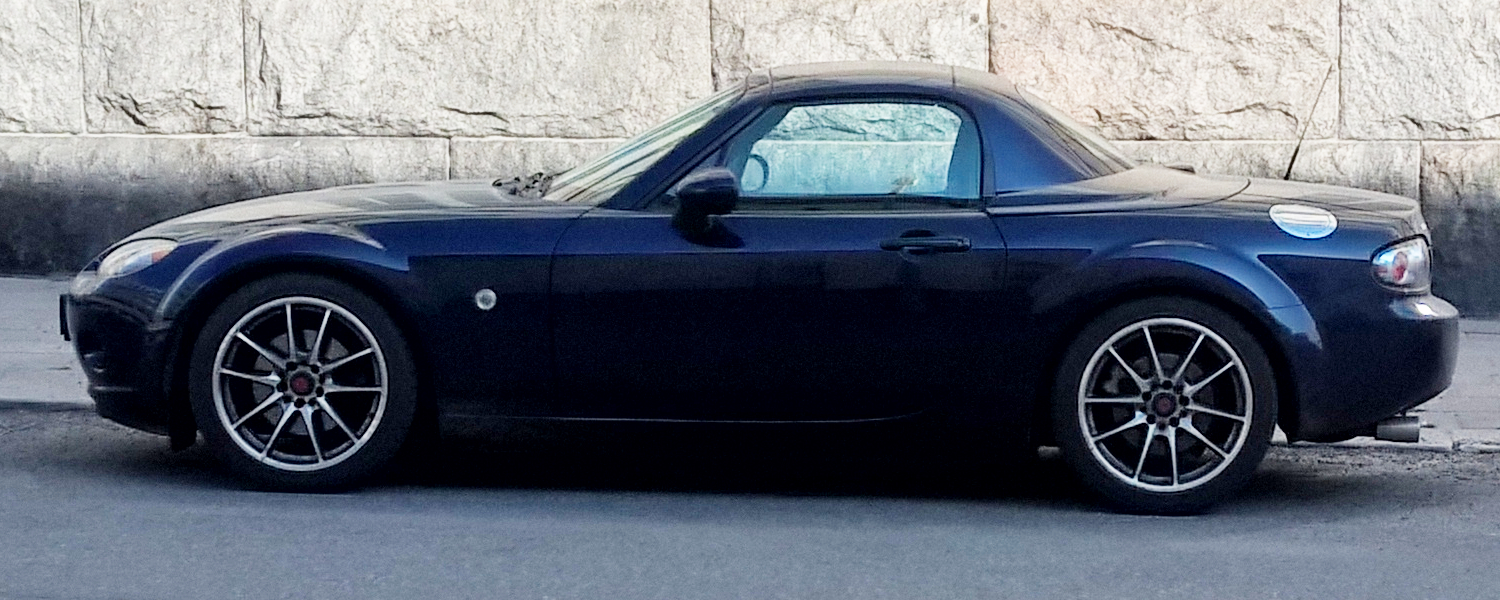
Mazda MX-5 (NC)

Den tredje generationen "NC" kom 2006. Denna bil är en helt ny modell, och på typiskt Mazdavis är man inte rädd att hämta inspiration från omgivningen, denna gång var det bland annat Honda S 2000 som fick stå modell för bilens linjer. "NC" finns både med traditionell canvas cabriolet och med "plåtcab" (taket är dock i plast). NC med sina 160 hk går lika fort som den betydligt motorstarkare BMW M3 i Automobils A-Sprint.

### ND
Generation fyra, "ND", kom 2015. Detta var återigen en helt ny konstruktion och den följde Mazdas nya "Kodo" design språk och använde deras Skyactiv teknologi. Redan från start såldes bilen med antingen 1,5 eller 2,0 liters motorn och bilen är både lättare och kortare än föregående generation.